# Biotta
Die Biotta AG stellt biologische Gemüse- und Fruchtsäfte sowie Smoothies her. Ihren Sitz hat sie in Tägerwilen (Thurgau, Schweiz). 

## Geschichte
«Biotta» entstand aus der 1931 von Konsul Johann Georg Stisser gegründeten «Gemüsebau AG Tägerwilen», wo seit 1951 biologische Landwirtschaft betrieben wurde. 1957 wurde der erste Bio-Rüebli-Saft abgefüllt und in einer Apotheke in Zürich verkauft. Bio-Pionier Hugo Brandenberger übernahm die Saft-Manufaktur 1961 und gab ihr den Namen «Biotta». Er wollte bis dahin nur saisonal verfügbares Gemüse ganzjährig, als Saft, anbieten. 2005 verkaufte er altersbedingt sein Lebenswerk an den Ostschweizer Saft-Hersteller Thurella, welche 2018 von Orior übernommen wurde. Im Jahr 2023 wurde Mathias Roost Geschäftsführer des Unternehmens, womit er Clemens Rüttimann ablöste, welcher seit 2011 amtete.
Knapp 30 Bio-Säfte und Bio-Smoothie gibt es von Biotta. Ausserhalb der Schweiz werden die Säfte in 40 weiteren Ländern verkauft, der Marktanteil in der Schweiz beträgt rund 70 %. Die Biotta AG ist Mitglied bei der IG Bio.

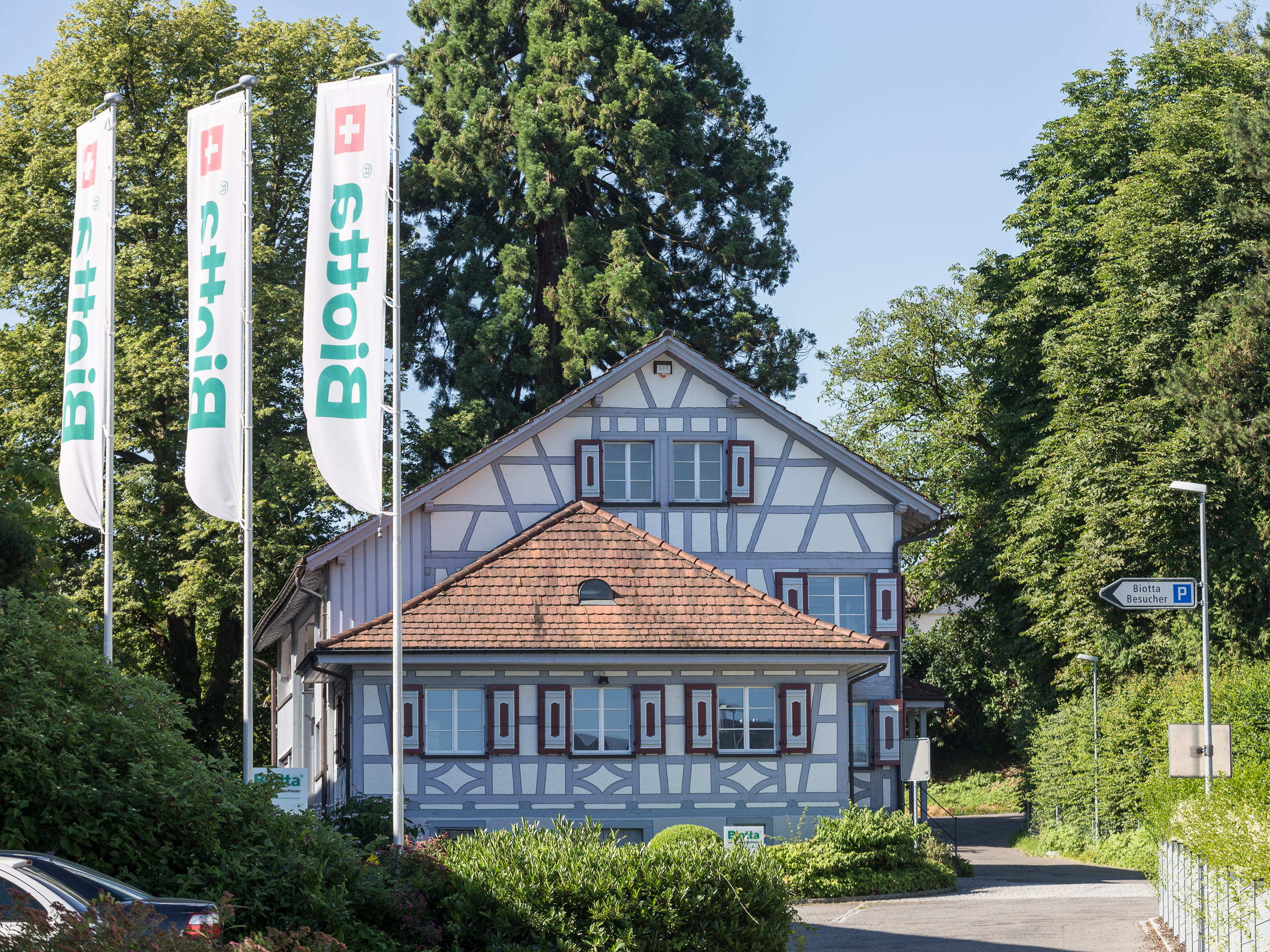
Sitz der Biotta AG in Tägerwilen
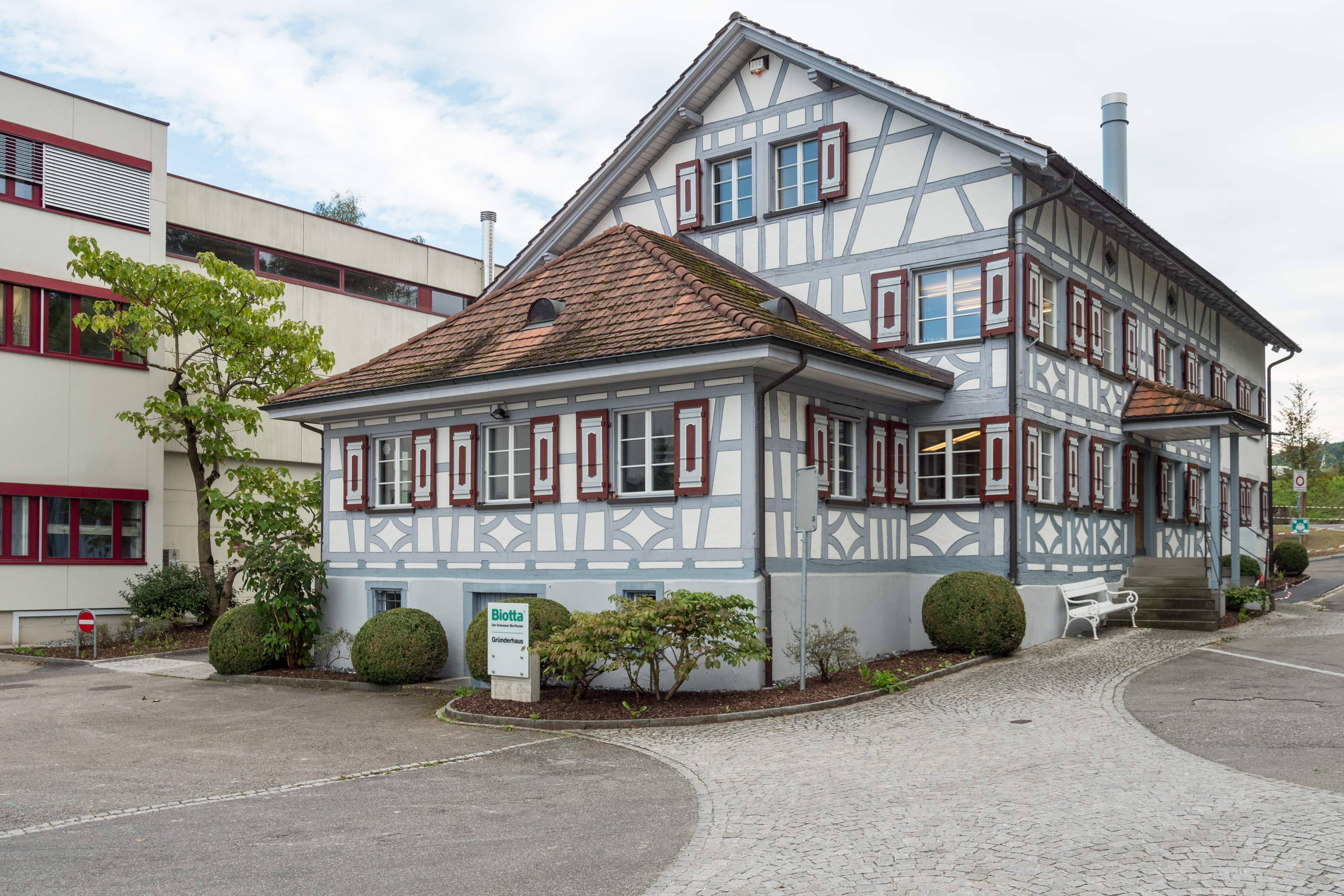
Biotta Gründerhaus in Tägerwilen
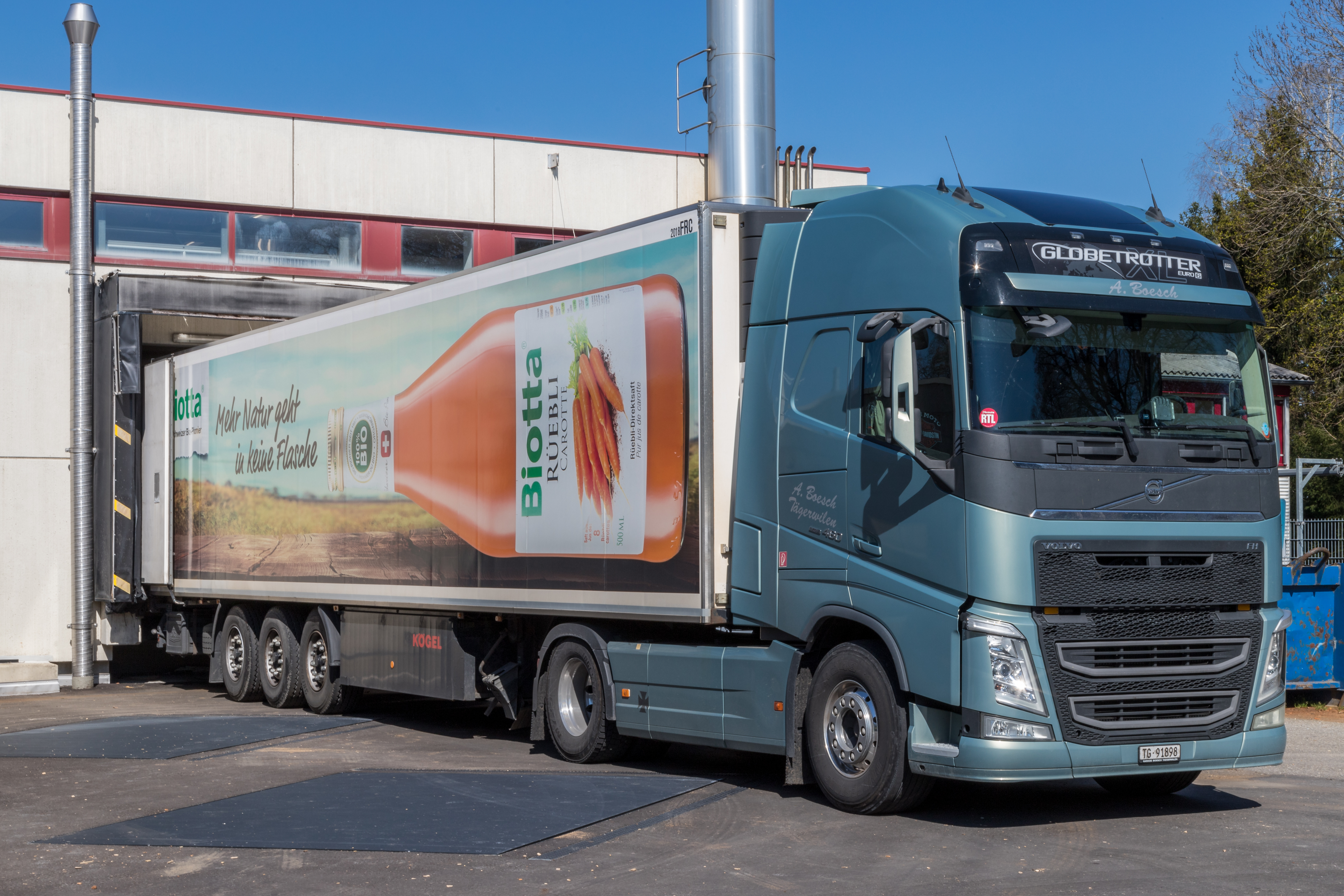
Biotta Logistik